# 明史

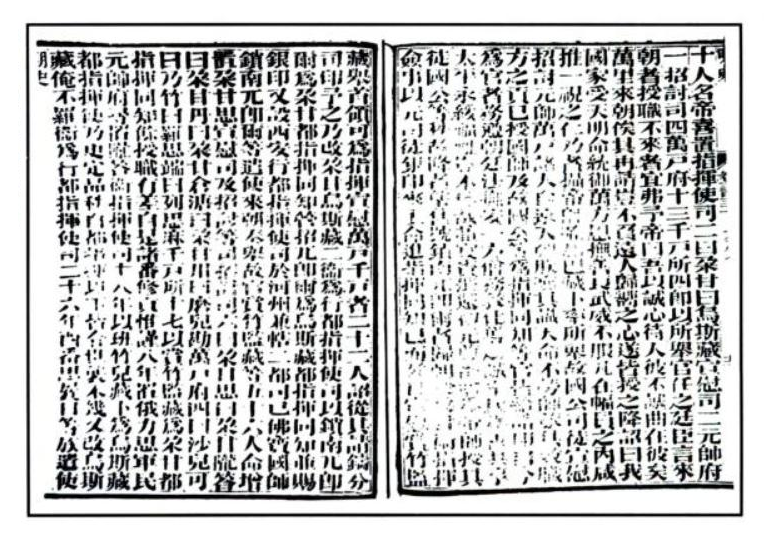
『明史』

『明史』（みんし、拼音: Míngshǐ）は、中国清代に編纂された歴史書。二十四史の一つ。「本紀」24巻、「列伝」220巻、「表」13巻、「志」75巻、「目録」4巻の計332巻から構成される紀伝体で、明朝の成立から滅亡までについて記述される。編纂開始は順治年間、完成は1739年（乾隆4年）であるが、大部分は康熙年間に編纂されている。

## 成書過程
1645年（順治2年）5月、馮銓を総裁として明史を編纂するために明史館が設置された。馮銓らは史料収集に着手したが、天啓年間の実録の一部及び崇禎年間の実録が散逸していたため、1648年（順治5年）9月には各役所に対し同時代の檔案（公文書）を礼部に送るように命じた。それでも史料が不足していたため、1651年（順治8年）閏2月には民間の邸報（明代の官報のようなもの）の高価買取を行い、史料の補遺に努めた。実録は最終的に入手できなかったため、1655年（順治12年）2月には学問担当の役人に邸報や民間で記した歴史書を購入させ、その収集成績を勤務評価に反映させたが、各役所も史料収集に注力しておらず、編年体の草稿が完成したのみで明史編纂業務は中断された。その後、1665年（康熙4年）10月に明史館の業務が再開されたが、顕著な成果を見ることなく再度中断されている。
1679年（康熙18年）、本格的に明史編纂事業の再開が決定すると、紫禁城の東華門外に明史館を設置、監修に内閣大学士である徐元文、総裁に翰林院掌院学士葉方藹と右庶子張玉書が任じられ、編纂員には前年に実施された臨時の博学鴻詞の科（試験）合格者50人があてられた。編纂過程では康熙帝自らも草稿を閲覧後、正確公正な後世に伝えられる内容にすることを命じている。康熙帝は明史の完成を重視していたが、史料不足や内容の正確性も重視したため、編纂事業は遅々としたものであった。1717年（康熙56年）8月4日に「いまだに記されていないことが多い。公式の記録がないため誤りが非常に多い。そのため、大臣は編纂を急がせようとしているがそれは無理である。急いで編纂する必要はない」、64歳となり自身の存命中の明史完成が困難なことを悟っている康熙帝は、正確性の重視を再度命じている。康熙帝の崩御はその5年後、明史全巻が完成したのは1735年（雍正13年）12月、全巻が印刷されたのは1739年（乾隆4年）7月であった。明史館が初めて置かれてから90年以上、康熙帝の先の発言からも20年以上の月日が経っていた。

## 評価
明史の資料的価値は康熙帝が望んだとおり現在でも高い評価を得ている。清代には趙翼が「遼史は簡略であり、宋史は雑で量が多い、元史はぞんざいであり、金史のみ優雅さや簡潔さがありやや見るべきところがあるが、明史には及ばない」と述べている。また、趙翼の友人であった銭大昕も「公平であり、よく考えられ大事な点は詳細に述べてあり、いまだこれほどの正史はない」と評価している。

## 内容

### 本紀
1. 本紀第一 太祖一
2. 本紀第二 太祖二
3. 本紀第三 太祖三
4. 本紀第四 恭閔帝
5. 本紀第五 成祖一
6. 本紀第六 成祖二
7. 本紀第七 成祖三
8. 本紀第八 仁宗
9. 本紀第九 宣宗
10. 本紀第十 英宗前紀
11. 本紀第十一 景帝
12. 本紀第十二 英宗後紀
13. 本紀第十三 憲宗一
14. 本紀第十四 憲宗二
15. 本紀第十五 孝宗
16. 本紀第十六 武宗
17. 本紀第十七 世宗一
18. 本紀第十八 世宗二
19. 本紀第十九 穆宗
20. 本紀第二十 神宗一
21. 本紀第二十一 神宗二・光宗
22. 本紀第二十二 熹宗
23. 本紀第二十三 荘烈帝一
24. 本紀第二十四 荘烈帝二

### 志
1. 志第一 天文一
2. 志第二 天文二
3. 志第三 天文三 - 星晝見・客星・彗孛・天変・日変月変・暈適・星変・流隕・雲気
4. 志第四 五行一 - 水
5. 志第五 五行二 - 火・木
6. 志第六 五行三 - 金・土
7. 志第七 暦一
8. 志第八 暦二 - 大統暦法一上
9. 志第九 暦三 - 大統暦法一下
10. 志第十 暦四 - 大統暦法二
11. 志第十一 暦五 - 大統暦法三上
12. 志第十二 暦六 - 大統暦法三下
13. 志第十三 暦七 - 回回暦法一
14. 志第十四 暦八 - 回回暦法二
15. 志第十五 暦九 - 回回暦法三
16. 志第十六 地理一
17. 志第十七 地理二 - 山東・山西
18. 志第十八 地理三 - 河南・陝西
19. 志第十九 地理四 - 四川・江西
20. 志第二十 地理五 - 湖広・浙江
21. 志第二十一 地理六 - 福建・広東・広西
22. 志第二十二 地理七 - 雲南・貴州
23. 志第二十三 礼一
24. 志第二十四 礼二 - 郊祀・郊祀配位・郊祀儀注・祈穀・大雩・大饗・令節拜天
25. 志第二十五 礼三 - 社稷・朝日夕月・先農・先蠶・高禖・祭告・祈報・神祇・星辰・霊星寿星司中司命司民司禄・太歳月将風雲雷雨・嶽鎮海瀆山川・城隍
26. 志第二十六 礼四 - 歴代帝王陵廟・三皇・聖師・先師孔子・旗纛・五祀・馬神・南京神廟・功臣廟・京師九廟・諸神祠・厲壇
27. 志第二十七 礼五 - 廟制・禘祫・時享・薦新・加上諡号・廟諱
28. 志第二十八 礼六 - 奉先殿・奉慈殿・献皇帝廟・親王従饗・功臣配饗・王国宗廟・羣臣家廟
29. 志第二十九 礼七 - 登極儀・大朝儀・常朝儀・皇太子親王朝儀・諸王来朝儀・諸司朝覲儀・中宮受朝儀・朝賀東宮儀・大宴儀・上尊号
30. 志第三十 礼八 - 冊皇后儀（冊妃嬪儀附）・冊皇太子及皇太子妃儀・冊親王及王妃儀（冊公主儀附）・皇帝加元服儀・皇太子皇子冠礼・品官冠礼・庶人冠礼
31. 志第三十一 礼九 - 天子納后儀・皇太子納妃儀・親王婚礼・公主婚礼・品官婚礼・庶人婚礼・皇帝視学儀・経筵・日講・東宮出閤講学儀・諸王読書儀
32. 志第三十二 礼十 - 巡狩・東宮監国・皇長孫監国・頒詔儀・迎接詔赦儀・進書儀・進表箋儀・郷飲酒礼・蕃王朝貢礼・遣使之蕃国儀・蕃国遣使進表儀・品官相見礼・庶人相見礼
33. 志第三十三 礼十一 - 親征・遣将・禡祭・受降・奏凱献俘・論功行賞・大閲・大射・救日伐鼓
34. 志第三十四 礼十二 - 山陵
35. 志第三十五 礼十三 - 皇后陵寝・興宗帝后陵寝・睿宗帝后陵寝・皇妃等喪葬・皇太子及妃喪葬・諸王及妃公主喪葬
36. 志第三十六 礼十四 - 謁祭陵廟・忌辰・受蕃国王訃奏儀・為王公大臣挙哀儀・臨王公大臣喪儀・中宮為父祖喪儀・遣使臨弔儀・遣使冊贈王公大臣儀・賜祭葬・喪葬之制・碑碣・賜諡・品官喪礼・士庶人喪礼・服紀
37. 志第三十七 楽一
38. 志第三十八 楽二 - 楽章一
39. 志第三十九 楽三 - 楽章二
40. 志第四十 儀衛
41. 志第四十一 輿服一 - 大輅・玉輅・大馬輦・小馬輦・歩輦・大涼歩輦・板轎・耕根車・后妃車輿・皇太子親王以下車輿・公卿以下車輿・傘蓋・鞍轡
42. 志第四十二 輿服二 - 皇帝冕服・后妃冠服・皇太子親王以下冠服
43. 志第四十三 輿服三 - 文武官冠服・命婦冠服・内外官親属冠服・内使冠服・侍儀以下冠服・士庶冠服・楽工冠服・軍隸冠服・外蕃冠服・僧道服色
44. 志第四十四 輿服四 - 皇帝宝璽・皇后冊宝・皇妃以下冊印・皇太子冊宝・皇太子妃冊宝・親王以下冊宝冊印・鉄券・印信・符節・宮室制度・臣庶室屋制度・器用
45. 志第四十五 選挙一
46. 志第四十六 選挙二
47. 志第四十七 選挙三
48. 志第四十八 職官一
49. 志第四十九 職官二 - 都察院（附総督巡撫）・通政司・大理寺・詹事府（附左右春坊司経局）・翰林院・国子監・衍聖公（附五経博士）
50. 志第五十 職官三 - 太常寺（附提督四夷館）・光禄寺・太僕寺・鴻臚寺・尚宝司・六科・中書舎人・行人司・欽天監・太醫院・上林苑監・五城兵馬司・順天府（附宛平大興二県）・武学・僧道録司・教坊司・宦官・女官
51. 志第五十一 職官四 - 南京宗人府・吏部・戸部（附総督糧儲）・礼部・兵部・刑部・工部・都察院（附提督操江）・通政司・大理寺・詹事府・翰林院・国子監・太常寺・光禄寺・太僕寺・鴻臚寺・尚宝司・六科・行人司・欽天監・太醫院・五城兵馬司・応天府（附上元江寧二県・已上南京官）・王府長史司・布政司・按察司・各道・行太僕寺・苑馬寺・都転運鹽使司・鹽課提挙司・市舶提挙司・茶馬司・府・州・県・儒学・巡検司・驛・税課司・倉庫・織染局・河泊所（附閘壩官）・批験所・遞運所・鉄冶所・醫学・陰陽学・僧綱司・道紀司
52. 志第五十二 職官五 - 公侯伯・駙馬都尉（附儀賓）・五軍都督府・京営・京衛・錦衣衛（附旗手等衛）・南京守備・南京五軍都督府・南京衛・王府護衛（附儀衛司）・総兵官・留守司・都司（附行都司）・各衛・各所・宣慰司・宣撫司・安撫司・招討司・長官司（附蛮夷長官司）・軍民府（附土州土県）
53. 志第五十三 食貨一
54. 志第五十四 食貨二 - 賦役
55. 志第五十五 食貨三 - 漕運・倉庫
56. 志第五十六 食貨四 - 鹽法・茶法
57. 志第五十七 食貨五 - 銭鈔・坑冶（附鉄冶銅場）・商税・市舶・馬市
58. 志第五十八 食貨六 - 上供採造・採造・柴炭・採木・珠池・織造・焼造・俸餉・会計
59. 志第五十九 河渠一 - 黄河上
60. 志第六十 河渠二 - 黄河下
61. 志第六十一 河渠三 - 運河上
62. 志第六十二 河渠四 - 運河下・海運
63. 志第六十三 河渠五 - 淮河・泇河・衛河・漳河・沁河・滹沱河・桑乾河・膠萊河
64. 志第六十四 河渠六 - 直省水利
65. 志第六十五 兵一
66. 志第六十六 兵二 - 衛所・班軍
67. 志第六十七 兵三 - 辺防・海防（江防）・民壮・土兵（郷兵）
68. 志第六十八 兵四 - 清理軍伍・訓練・賞功・火器・車船・馬政
69. 志第六十九 刑法一
70. 志第七十 刑法二
71. 志第七十一 刑法三
72. 志第七十二 芸文一
73. 志第七十三 芸文二
74. 志第七十四 芸文三
75. 志第七十五 芸文四

### 表
1. 表第一 諸王世表一
2. 表第二 諸王世表二
3. 表第三 諸王世表三
4. 表第四 諸王世表四
5. 表第五 諸王世表五
6. 表第六 功臣世表一
7. 表第七 功臣世表二
8. 表第八 功臣世表三
9. 表第九 外戚恩澤侯表
10. 表第十 宰輔年表一
11. 表第十一 宰輔年表二
12. 表第十二 七卿年表一
13. 表第十三 七卿年表二

### 列伝
1. 列伝第一 后妃一 - 太祖孝慈高皇后・太祖孫貴妃・太祖李淑妃・太祖郭寧妃・恵帝馬皇后・成祖仁孝徐皇后・成祖王貴妃・成祖権賢妃・仁宗誠孝張皇后・宣宗恭譲胡皇后・宣宗孝恭孫皇后・宣宗呉賢妃・宣宗郭嬪・英宗孝荘銭皇后・英宗孝粛周太后・景帝汪廃后・粛孝杭皇后・憲宗呉廃后・憲宗孝貞王皇后・憲宗孝穆紀太后・憲宗孝恵邵太后・憲宗万貴妃
2. 列伝第二 后妃二 - 孝宗孝康張皇后・武宗孝静夏皇后・世宗孝潔陳皇后・張廃后・孝烈方皇后・孝恪杜太后・穆宗孝懿李皇后・孝安陳皇后・孝定李太后・神宗孝端王皇后（劉昭妃）・孝靖王太后・鄭貴妃・光宗孝元郭皇后・孝和王太后・孝純劉太后・李康妃・李荘妃・趙選侍・熹宗懿安張皇后・張裕妃・荘烈帝愍周皇后・田貴妃
3. 列伝第三 - 興宗孝康皇帝（孝康皇后・呂太后）・睿宗献皇帝（献皇后）
4. 列伝第四 諸王一 - 秦王樉（汧陽王誠洌）・晋王棡（慶成王済炫・西河王奇溯・新堞）・周王橚（鎮平王有爌・博平王安㳚・南陵王睦楧・鎮国中尉睦㮮・鎮国将軍安𣵿・鎮国中尉勤熨）・楚王楨（武岡王顕槐）・斉王榑・潭王梓・趙王杞・魯王檀（帰善王当沍・輔国将軍当濆・奉国将軍健根・安丘王当澻・寿｛金+林｝）
5. 列伝第五 諸王二 - 蜀王椿・湘王柏・代王桂（襄垣王遜燂・霊丘王遜烇・成𨨣・廷鄣）・粛王楧・遼王植・慶王㮵・寧王権
6. 列伝第六 諸王三 - 岷王楩・谷王橞・韓王松・瀋王模（沁水王珵堦・清源王幼㘧）・安王楹・唐王桱（三城王芝垝・文城王彌鉗・彌鋠・輔国将軍宇浹）・郢王棟・伊王㰘・皇子楠・靖江王守謙・虞王雄英・呉王允熥・衡王允熞・徐王允𤐤・太子文奎・少子文圭・高煦・趙王高燧・高爔
7. 列伝第七 諸王四 - 鄭王瞻埈（廬江王載堙）・越王瞻墉・蘄王瞻垠・襄王瞻墡（棗陽王祐楒）・荊王瞻堈・淮王瞻墺・滕王瞻塏・梁王瞻垍・衛王瞻埏・徳王見潾・許王見淳・秀王見澍・崇王見澤・吉王見浚・忻王見治・徽王見沛・懐献太子見済・悼恭太子祐極・岐王祐棆・益王祐檳・衡王祐楎（新楽王載壐）・雍王祐枟・寿王祐榰・汝王祐梈・涇王祐橓・栄王祐枢・申王祐楷・蔚王厚煒
8. 列伝第八 諸王五 - 哀沖太子載基・荘敬太子載壡・景王載圳・潁王載𪉖・戚王載𰋁・薊王載㙺・均王載𰉬・憲懐太子翊釴・靖王翊鈴・潞王翊鏐・邠王常漵・福王常洵・沅王常治・瑞王常浩・恵王常潤・桂王常瀛・簡王由㰒・斉王由楫・懐王由模・湘王由栩・恵王由橏・懐沖太子慈燃・悼懐太子慈焴・献懐太子慈炅・太子慈烺・懐王慈烜・定王慈炯・永王慈炤
9. 列伝第九 公主 - 太原長公主・曹国長公主・臨安公主・寧国公主・崇寧公主・安慶公主・汝寧公主・懐慶公主・大名公主・福清公主・十公主・南康公主・永嘉公主・十三公主・含山公主・汝陽公主・宝慶公主・福成公主・慶陽公主・江都公主・宜倫郡主・三公主・南平郡主・永安公主・永平公主・安成公主・咸寧公主・常寧公主・嘉興公主・慶都公主・清河公主・真定公主・徳安公主・延平公主・徳平公主・順徳公主・常徳公主・重慶公主・嘉善公主・淳安公主・崇徳公主・広徳公主・宜興公主・隆慶公主・嘉祥公主・固安公主・仁和公主・永康公主・徳清公主・長泰公主・仙游公主・太康公主・永福公主・永淳公主・長寧公主・善化公主・常安公主・思柔公主・寧安公主・帰善公主・嘉善公主・蓬萊公主・太和公主・寿陽公主・永寧公主・瑞安公主・延慶公主・栄昌公主・寿寧公主・雲和公主・静楽公主・雲夢公主・仙居公主・霊丘公主・泰順公主・香山公主・天台公主・懐淑公主・寧徳公主・遂平公主・楽安公主・坤儀公主・長平公主・昭仁公主
10. 列伝第十 - 郭子興・韓林児
11. 列伝第十一 - 陳友諒・張士誠・方国珍・明玉珍
12. 列伝第十二 - 擴廓帖木児（蔡子英）・陳友定（伯顔子中等）・把匝剌瓦爾密
13. 列伝第十三 - 徐達・常遇春
14. 列伝第十四 - 李文忠・鄧愈・湯和・沐英
15. 列伝第十五 - 李善長・汪広洋
16. 列伝第十六 - 劉基（劉璉・劉璟）・宋濂・葉琛・章溢（章存道）
17. 列伝第十七 - 馮勝（馮国用）・傅友徳・廖永忠（趙庸）・楊璟・胡美
18. 列伝第十八 - 呉良・康茂才・丁徳興・耿炳文・郭英・華雲龍・韓政・仇成・張龍・呉復（周武）・胡海・張赫・華高・張銓・何真
19. 列伝第十九 - 顧時・呉禎・薛顕・郭興・陳徳・王志・梅思祖・金朝興・唐勝宗・陸仲亨・費聚・陸聚・鄭遇春・黄彬・葉昇
20. 列伝第二十 - 朱亮祖・周徳興・王弼・藍玉（曹震・張翼・張温・陳桓・朱寿・曹興）・謝成・李新
21. 列伝第二十一 - 廖永安・兪通海（兪通源・兪淵）・胡大海（胡徳済・欒鳳）・耿再成・張徳勝（汪興祖）・趙徳勝（張子明・南昌康郎山両廟忠臣附）・桑世傑（劉成）・茅成（楊国興）・胡深・孫興祖・曹良臣（周顕・常栄・張耀）・濮英（于光等）
22. 列伝第二十二 - 何文輝（徐司馬）・葉旺（馬雲）・繆大亨（武徳）・蔡遷（陳文）・王銘・甯正（袁義）・金興旺（費子賢）・花茂・丁玉・郭雲（王溥）
23. 列伝第二十三 - 陳遇（秦従龍）・葉兌・范常（潘庭堅）・宋思顔（夏煜）・郭景祥（李夢庚・王濂・毛騏）・楊元杲（阮弘道・汪河）・孔克仁
24. 列伝第二十四 - 陶安（銭用壬）・詹同・朱升・崔亮（牛諒・答禄与権・張籌・朱夢炎・劉仲質）・陶凱・曾魯・任昂・李原名・楽韶鳳
25. 列伝第二十五 - 劉三吾（汪叡・朱善）・安然（王本等）・呉伯宗（鮑恂・任亨泰）・呉沈・桂彦良（李希顔・徐宗実・陳南賓・劉淳・董子荘・趙季通・楊黼・金実等）・宋訥（許存仁・張美和・聶鉉・貝瓊）・趙俶（銭宰・蕭執）・李叔正・劉崧・羅復仁（孫汝敬）
26. 列伝第二十六 - 陳修（滕毅・趙好徳・翟善・李仁・呉琳）・楊思義（滕徳懋・范敏・費震・張琬）・周禎（劉惟謙・周湞・端復初・李質・黎光・劉敏）・楊靖（凌漢・厳徳珉）・単安仁（朱守仁）・薛祥（秦逵・趙翥・趙俊）・唐鐸（沈溍）・開済
27. 列伝第二十七 - 銭唐（程徐）・韓宜可（周観政・欧陽韶）・蕭岐（門克新）・馮堅・茹太素（曾秉正）・李仕魯（陳汶輝）・葉伯巨・鄭士利（方徴）・周敬心・王朴
28. 列伝第二十八 - 魏観・陶垕仲（王佑）・劉仕貆（王溥・徐均）・王宗顕（王興宗・呂文燧・王興福・蘇恭譲・趙庭蘭）・王観（楊卓・羅性）・道同（欧陽銘）・盧熙（兄熊・王士弘・倪孟賢・郎敏）・青文勝
29. 列伝第二十九 - 斉泰・黄子澄・方孝孺（盧原質・鄭公智・林嘉猷・胡子昭・鄭居貞・劉政・方法・楼璉）・練子寧（宋徴・葉希賢）・茅大芳（周璿）・卓敬（郭任・盧迥）・陳迪（黄魁・巨敬）・景清（連楹）・胡閏（高翔）・王度（戴徳彝・謝昇・丁志方・甘霖・董鏞・陳継之・韓永・葉福）
30. 列伝第三十 - 鉄鉉・暴昭（侯泰）・陳性善（陳植・王彬・崇剛）・張昺（謝貴・彭二・葛誠・余逢辰）・宋忠（余瑱）・馬宣（曾濬・卜万・朱鑑・石撰）・瞿能（荘得・楚智・皂旗張・王指揮・楊本）・張倫（陳質）・顔伯瑋（唐子清・黄謙・向朴・鄭恕・鄭華）・王省・姚善（銭芹）・陳彦回（張彦方）
31. 列伝第三十一 - 王艮（高遜志）・廖昇（魏冕・鄒瑾・龔泰）・周是修・程本立・黄観・王叔英（林英）・黄鉞（曾鳳韶）・王良・陳思賢（龍渓六生・台温二樵）・程通（黄希範・葉恵仲・黄彦清・蔡運・石允常）・高巍（韓郁）・高賢寧・王璡・周縉・牛景先（程済等）
32. 列伝第三十二 - 盛庸・平安・何福・顧成
33. 列伝第三十三 - 姚広孝・張玉（子輗・軏・従子信）・朱能・丘福（李遠・王忠・王聡・火真）・譚淵・王真・陳亨（子懋・徐理・房寛・劉才）
34. 列伝第三十四 - 張武・陳珪・孟善・鄭亨・徐忠・郭亮（趙彝）・張信（唐雲）・徐祥・李濬（李隆・李瑾）・孫巌（房勝）・陳旭・陳賢・張興・陳志・王友
35. 列伝第三十五 - 解縉・黄淮・胡広・金幼孜・胡儼
36. 列伝第三十六 - 楊士奇・楊栄（曾孫旦）・楊溥（馬愉）
37. 列伝第三十七 - 蹇義・夏原吉（兪士吉・李文郁・鄒師顔）
38. 列伝第三十八 - 郁新・趙羾・金忠・李慶・師逵・古朴（向宝）・陳寿（馬京・許思温）・劉季篪・劉辰・楊砥・虞謙（呂升・仰瞻・厳本）・湯宗
39. 列伝第三十九 - 茹瑺・厳震直・張紞（毛泰亨）・王鈍・鄭賜・郭資・呂震・李至剛・方賓・呉中・劉観
40. 列伝第四十 - 董倫（王景）・儀智（子銘）・鄒済（徐善述・王汝玉・梁潜）・周述（従弟孟簡）・陳済（陳継・楊翥・兪山・兪綱・潘辰）・王英・銭習礼・周叙（劉儼）・柯潜（羅璟）・孔公恂（司馬恂）
41. 列伝第四十一 - 宋礼（藺芳）・陳瑄（王瑜）・周忱
42. 列伝第四十二 - 張輔（子懋・高士文・徐政）・黄福・劉儁（呂毅・劉昱）・陳洽（陳豫・陳鋭・陳圭・陳王謨・侯保・馮貴・伍雲・陳忠・李任等）・李彬（李賢）・柳升（柳溥・崔聚・史安・陳鏞・李宗昉・潘禋）・梁銘（梁珤）・王通（陶季容・陳汀）
43. 列伝第四十三 - 宋晟・薛禄（郭義・金玉）・劉栄・朱栄・費瓛・譚広・陳懐（馬亮）・蔣貴（孫琬）・任礼・趙安・趙輔・劉聚
44. 列伝第四十四 - 呉允誠（子克忠・孫瑾）・薛斌（子綬・弟貴・李賢）・呉成（滕定・金順）・金忠（蔣信）・李英（従子文）・毛勝・焦礼・毛忠（孫鋭）・和勇・羅秉忠
45. 列伝第四十五 - 金純・張本・郭敦・郭璡・鄭辰・柴車・劉中敷（孫機）・張鳳・周瑄（子紘）・楊鼎（翁世資）・黄鎬・胡拱辰・陳俊・林鶚・潘栄・夏時正
46. 列伝第四十六 - 黄宗載・顧佐（邵玘・陳勉・賈諒・厳升）・段民（吾紳）・章敞（徐琦・劉戩）・呉訥（朱与言）・魏驥・魯穆・耿九疇・軒輗（陳復）・黄孔昭
47. 列伝第四十七 - 熊概（葉春）・陳鎰・李儀（丁璿）・陳泰・李棠（曾翬）・賈銓・王宇・崔恭・劉孜（宋傑・邢宥）・李侃（雷復・李綱）・原傑・彭誼・牟俸・夏壎（子鍭）・高明・楊継宗
48. 列伝第四十八 - 王彰・魏源・金濂・石璞（王卺）・羅通・羅綺（張固）・張瑄・張鵬・李裕
49. 列伝第四十九 - 周新・李昌祺（蕭省身）・陳士啓・応履平・林碩・況鍾（朱勝）・陳本深（羅以礼・莫愚・趙泰）・彭勗（孫鼎）・夏時・黄潤玉・楊瓚（王懋・葉錫・趙亮）・劉実・陳選（陳員韜）・夏寅・陳壮・張昺・宋端儀
50. 列伝第五十 - 尹昌隆・耿通（陳諤）・戴綸（林長懋）・陳祚（郭循）・劉球（子鉞・釪）・陳鑑（何観）・鍾同（孟玘・楊集）・章綸（子玄応）・廖荘・倪敬（盛昹等）・楊瑄（子源・盛顒・周斌等）
51. 列伝第五十一 - 李時勉・陳敬宗・劉鉉（薩琦）・邢譲（李紹）・林瀚（子庭㭿・庭機・孫燫・烴）・謝鐸・魯鐸（趙永）
52. 列伝第五十二 - 鄒緝（鄭維桓・柯暹）・弋謙（黄驥）・黄沢（孔友諒）・范済・聊譲（郭佑・胡仲倫・華敏・賈斌）・左鼎（練綱）・曹凱（許仕達）・劉煒（尚褫）・単宇（姚顕・楊浩）・張昭（賀煬）・高瑶（黎淳・虎臣）
53. 列伝第五十三 - 陶成（子魯）・陳敏・丁瑄・王得仁（子一夔）・葉禎・伍驥・毛吉・林錦・郭緒・姜昂（子龍）
54. 列伝第五十四 - 韓観・山雲・蕭授（呉亮）・方瑛（陳友）・李震・王信（都勝・郭鋐）・彭倫・欧磐・張祐
55. 列伝第五十五 - 曹鼐（張益）・鄺埜・王佐（丁鉉・王永和・鄧棨）・孫祥（謝沢）・袁彬（哈銘・袁敏）
56. 列伝第五十六 - 陳循（蕭鎡）・王文・江淵・許彬・陳文・万安（彭華）・劉珝（子鈗）・劉吉・尹直
57. 列伝第五十七 - 高穀・胡濙・王直
58. 列伝第五十八 - 于謙（子冕・呉寧・王偉）
59. 列伝第五十九 - 王驥（孫瑾）・徐有貞・楊善（李實・趙栄・霍瑄・沈固）・王越
60. 列伝第六十 - 羅亨信・侯璡・楊寧・王来・孫原貞（孫需・張憲）・朱鑑・楊信民・張驥（竺淵・耿定・王晟・鄧顒）・馬謹・程信・白圭（子鉞）・張瓚（謝士元）・孔鏞（李時敏）・鄧廷瓚・王軾・劉丙
61. 列伝第六十一 - 楊洪（子俊・従子能・信）・石亨（従子彪・従孫後）・郭登・朱謙（子永・孫暉等）・孫鏜（趙勝）・范広
62. 列伝第六十二 - 史昭（劉昭・李達）・巫凱（曹義・施聚）・許貴（子寧）・周賢（子玉）・欧信・王璽・魯鑑（子麟・孫経）・劉寧（周璽・荘鑑）・彭清・姜漢（子奭・孫応熊）・安国・杭雄
63. 列伝第六十三 - 衛青（子穎）・董興・何洪（劉雄）・劉玉・仇鉞・神英（子周）・曹雄（子謙）・馮禎・張俊（李鋐）・楊鋭（崔文）
64. 列伝第六十四 - 李賢・呂原（子常）・岳正・彭時・商輅・劉定之
65. 列伝第六十五 - 王翺・年富・王竑・李秉・姚夔・王復・林聡・葉盛
66. 列伝第六十六 - 項忠・韓雍・余子俊（阮勤）・朱英・秦紘
67. 列伝第六十七 - 羅倫（涂棐）・章懋（従子拯）・黄仲昭・荘昹・鄒智・舒芬（崔桐・馬汝驥）
68. 列伝第六十八 - 張寧・王徽（王淵等）・毛弘・丘弘・李森・魏元（康永韶等）・強珍・王瑞（張稷）・李俊・汪奎（従子舜民・崔陞等）・湯鼐（吉人・劉槩・董傑）・姜綰（余濬等）・姜洪（欧陽旦・暢亨）・曹璘・彭程・龐泮（呂献）・葉紳・胡献（武衢等）・張弘至・屈伸・王献臣（呉一貫・余濂）
69. 列伝第六十九 - 徐溥・丘濬・劉健・謝遷・李東陽・王鏊・劉忠
70. 列伝第七十 - 王恕（子承裕）・馬文升・劉大夏
71. 列伝第七十一 - 何喬新・彭韶・周経・耿裕・倪岳・閔珪・戴珊
72. 列伝第七十二 - 周洪謨・楊守陳（弟守阯・子茂元・茂仁）・張元禎（陳音）・傅瀚・張昇・呉寛・傅珪・劉春・呉儼・顧清・劉瑞
73. 列伝第七十三 - 李敏（葉淇）・賈俊（劉璋）・黄紱・張悦（張鎣）・佀鍾・曾鑑・梁璟（王詔）・徐恪・李介（子昆）・黄珂・王鴻儒・叢蘭・呉世忠
74. 列伝第七十四 - 韓文（顧佐・陳仁）・張敷華・楊守随（弟守隅）・許進（子誥・讃・論）・雍泰（張津）・陳寿・樊瑩・熊繡・潘蕃・胡富・張泰（呉文度）・張鼐（冒政）・王璟・朱欽
75. 列伝第七十五 - 何鑑・馬中錫・陸完・洪鍾（陳鎬・蔣昇）・陳金・兪諫・周南（孫禄）・馬昊
76. 列伝第七十六 - 劉茝（呂翀・艾洪・葛嵩）・趙佑（朱廷声等）・戴銑（李光翰等）・陸崑（薄彦徽等）・蔣欽・周璽（涂禎）・湯礼敬（王渙・何紹正）・許天錫（周鑰等）・徐文溥（翟唐・王鑾）・張士隆・張文明（陳鼎等）・范輅・張欽・周広（曹琥）・石天柱
77. 列伝第七十七 - 李文祥・孫磐（徐珪）・胡爟（周時従・王雄）・羅僑・葉釗（劉天麒）・戴冠・黄鞏・陸震・夏良勝（萬潮等）・何遵（劉校等）
78. 列伝第七十八 - 楊廷和・梁儲・蔣冕・毛紀・石珤（兄玠）
79. 列伝第七十九 - 毛澄・汪俊（弟偉）・呉一鵬・朱希周・何孟春・豊熙（子坊）・徐文華・薛蕙（胡侍・王禄・侯廷訓）
80. 列伝第八十 - 楊慎・王元正・王思・王相・張翀・劉済・安磐・張漢卿・張原・毛玉・裴紹宗・王時柯・余翺・鄭本公・張曰韜（胡瓊）・楊淮（申良）・張澯（仵瑜・臧応奎・胡璉・余禎・李可登・安璽・殷承叙）・郭楠（兪敬・李継先・王懋）
81. 列伝第八十一 - 費宏（弟寀・従子懋中・子懋賢・世父瑄）・翟鑾・李時・顧鼎臣・厳訥（袁煒）・李春芳（孫思誠等）・陳以勤・趙貞吉（殷士儋）・高儀
82. 列伝第八十二 - 喬宇・孫交（子元）・林俊（子達・張黻）・金献民・秦金（孫柱）・趙璜・鄒文盛・梁材・劉麟・蔣瑤・王廷相
83. 列伝第八十三 - 王守仁（冀元亨）
84. 列伝第八十四 - 張璁（胡鐸）・桂萼・方献夫・夏言
85. 列伝第八十五 - 席書（弟春・篆）・霍韜（子与瑕）・熊浹・黄宗明・黄綰（陸澄）
86. 列伝第八十六 - 楊一清・王瓊・彭沢・毛伯温（汪文盛・鮑象賢）・翁万達
87. 列伝第八十七 - 李鉞（子恵）・王憲・胡世寧（子純・継）・李承勛・王以旂・范鏓・王邦瑞（子正国）・鄭暁
88. 列伝第八十八 - 姚鏌（子淶）・張嵿・伍文定（邢珣等）・蔡天祐（胡瓚・張文錦）・詹栄（劉源清）・劉天和・楊守礼・張岳（李允簡）・郭宗皋・趙時春
89. 列伝第八十九 - 陶琰（子滋）・王縝・李充嗣・呉廷挙（弟廷弼）・方良永（弟良節・子重杰）・王爌・王軏・徐問・張邦奇（族父時徹）・韓邦奇（弟邦靖）・周金・呉嶽（譚大初）
90. 列伝第九十 - 廖紀・王時中・周期雍・唐龍（子汝楫）・王杲（王暐）・周用（宋景・屠僑）・聞淵・劉訒（胡纘宗）・孫応奎（余姚孫応奎）・方鈍・聶豹・李黙（万鏜）・周延（潘恩）・賈応春・張永明・胡松（績渓胡松）・趙炳然
91. 列伝第九十一 - 鄭岳・劉玉（子愨）・汪元錫（邢寰）・寇天叙・唐冑・潘珍（族子旦・余光）・李中（李楷）・欧陽鐸・陶諧（孫大順・大臨）・潘塤（呂経）・欧陽重・朱裳・陳察・孫懋・王儀（子緘・王学夔）・曾鈞
92. 列伝第九十二 - 陳九疇・翟鵬（張漢）・孫継魯・曾銑・丁汝夔・楊守謙・商大節・王忬・楊選
93. 列伝第九十三 - 朱紈・張経（李天寵・周珫・楊宜・彭黯等）・胡宗憲（阮鶚・宗礼）・曹邦輔（任環・呉成器）・李遂（弟逢・進）・唐順之（子鶴徴）
94. 列伝第九十四 - 馬録（顔頤寿・聶賢・湯沐・劉琦・盧瓊・沈漢・王科）・程啓充・張逵・鄭一鵬・唐枢・杜鸞・葉応驄（藍田・黄綰）・解一貫（鄭洛書・張録）・陸粲（劉希簡・王準）・邵経邦・劉世揚（趙漢）・魏良弼（秦鰲・張寅・葉洪）
95. 列伝第九十五 - 鄧継曾（劉最）・朱淛（馬明衡・陳逅・林応驄）・楊言・劉安・薛侃（喩希礼・石金）・楊名（黄直）・郭弘化・劉世龍（徐申・羅虞臣）・張選（黄正色）・包節（弟孝）・謝廷・王与齢（周鈇）・楊思忠（樊深・凌儒・王時挙・方新）
96. 列伝第九十六 - 張芹・汪応軫・蕭鳴鳳（高公韶）・斉之鸞・袁宗儒・許相卿・顧済（子章志）・章僑・余珊（汪珊）・韋商臣・黎貫（王汝梅）・彭汝実・鄭自璧・戚賢・劉絵（子黄裳）・銭薇・洪垣（方瓘・呂懐）・周思兼・顔鯨
97. 列伝第九十七 - 楊最（顧存仁・高金・王納言）・馮恩（子行可・時可・宋邦輔・薛宗鎧・曾翀）・楊爵（浦鋐・周天佐）・周怡・劉魁・沈束・沈錬・楊継盛（何光裕・龔愷）・楊允縄（馬従謙・孫允中・狄斯彬）
98. 列伝第九十八 - 桑喬（胡汝霖）・謝瑜（王曄・伊敏生・童漢臣等）・何維柏・徐学詩（葉経・陳紹）・厲汝進（査秉彝等）・王宗茂・周冕・趙錦・呉時来・張翀・董伝策・鄒応龍（張檟）・林潤
99. 列伝第九十九 - 馬永・梁震（祝雄）・王效（劉文）・周尚文（趙国忠）・馬芳（子林・孫炯・爌・飈）・何卿・沈希儀・石邦憲
100. 列伝第一百 - 兪大猷（盧鏜・湯克寛）・戚継光（弟継美・朱先）・劉顕（郭成）・李錫（黄応甲・尹鳳）・張元勲
101. 列伝第一百一 - 徐階（弟陟・子璠等）・高拱（郭朴）・張居正（曾孫同敞）
102. 列伝第一百二 - 楊博（子俊民）・馬森・劉体乾・王廷（毛愷）・葛守礼・靳学顔（弟学曾）
103. 列伝第一百三 - 王治・欧陽一敬（胡応嘉）・周弘祖（岑用賓・鄧洪震）・詹仰庇・駱問礼（楊松・張応治）・鄭履淳・陳吾徳（李已・胡涍）・汪文輝・劉奮庸（曹大埜）
104. 列伝第一百四 - 呉山・陸樹声（子彦章）・瞿景淳（子汝稷・汝説）・田一儁（沈懋学・懋学従孫寿民）・黄鳳翔（韓世能）・余継登・馮琦（従祖惟訥・従父子咸）・王図（劉曰寧）・翁正春・劉応秋（子同升）・唐文献（楊道賓・陶望齢）・李騰芳・蔡毅中・公鼐・羅喩義・姚希孟・許士柔・顧錫疇
105. 列伝第一百五 - 王家屏・陳于陛・沈鯉・于慎行・李廷機・呉道南
106. 列伝第一百六 - 申時行（子用懋・用嘉・孫紹芳）・王錫爵（弟鼎爵・子衡）・沈一貫・方従哲・沈㴶（弟演）
107. 列伝第一百七 - 張四維（子泰徴・甲徴）・馬自強（子怡・慥）・許国・趙志皋・張位・朱賡（子敬循）
108. 列伝第一百八 - 万士和・王之誥（劉一儒）・呉百朋・劉応節（徐栻）・王遴・畢鏘・舒化・李世達・曾同亨（弟乾亨）・辛自修・温純・趙世卿・李汝華
109. 列伝第一百九 - 袁洪愈（子一鶚・譚希思）・王廷瞻・郭応聘（呉文華）・耿定向（弟定理・定力）・王樵（子肯堂）・魏時亮（陳瓚）・郝杰（胡克倹）・趙参魯・張孟男（衛承芳）・李禎・丁賓
110. 列伝第一百十 - 譚綸（徐甫宰・王化・李佑）・王崇古（子謙・孫之楨・之采・李棠）・方逢時・呉兌（孫孟明・孟明子邦輔）・鄭洛・張学顔・張佳胤・殷正茂（李遷）・凌雲翼
111. 列伝第一百十一 - 盛応期・朱衡（翁大立・潘志伊）・潘季馴・万恭・呉桂芳（傅希摯）・王宗沐（子士崧・士琦・士昌・従子士性）・劉東星（胡瓚）・徐貞明（伍袁萃）
112. 列伝第一百十二 - 厳清・宋纁・陸光祖・孫鑨（子如法）・陳有年・孫丕揚・蔡国珍・楊時喬
113. 列伝第一百十三 - 張瀚・王国光・梁夢龍・楊巍・李戴・趙煥・鄭継之
114. 列伝第一百十四 - 海瑞（何以尚）・丘橓・呂坤・郭正域
115. 列伝第一百十五 - 龐尚鵬・宋儀望・張岳・李材・陸樹徳・蕭廩・賈三近・李頤・朱鴻謨・蕭彦（弟雍・査鐸）・孫維城・謝杰・郭惟賢・万象春・鍾化民・呉達可
116. 列伝第一百十六 - 魏学曾（葉夢熊・梅国楨）・李化龍（江鐸）
117. 列伝第一百十七 - 劉台（馮景隆・孫継先）・傅応禎・王用汲・呉中行（子亮・元・従子宗達）・趙用賢（孫士春）・艾穆（喬璧星・葉春及）・沈思孝（丁此呂）
118. 列伝第一百十八 - 蔡時鼎・万国欽（王教）・饒伸（兄位・劉元震・元霖）・湯顕祖（李琯）・逯中立（盧明諏）・楊恂（冀体・朱爵）・姜士昌（宋燾）・馬孟禎・汪若霖
119. 列伝第一百十九 - 顧憲成（欧陽東鳳・呉炯）・顧允成（張納陛・賈巌・諸寿賢・彭遵古）・銭一本（子春）・于孔兼（陳泰来）・史孟麟・薛敷教・安希範（呉弘済・譚一召・孫継有）・劉元珍（龐時雍）・葉茂才
120. 列伝第一百二十 - 魏允貞（弟允中・劉廷蘭）・王国・余懋衡・李三才
121. 列伝第一百二十一 - 姜応麟（従子思睿）・陳登雲・羅大紘（黄正賓）・李献可（舒弘緒・陳尚象・丁懋遜・呉之佳・葉初春・楊其休・董嗣成・賈名儒・張棟）・孟養浩・朱維京・王如堅・王学曾（涂杰）・張貞観・樊玉衡（子鼎遇・維城・孫自一）・謝廷讃（兄廷諒）・楊天民・何選（馮生虞・任彦蘖）
122. 列伝第一百二十二 - 盧洪春（范儁・董基・王就学等）・李懋檜・李沂（周弘禴・潘士藻）・雒于仁・馬経綸（林熙春・林培）・劉綱・戴士衡・曹学程（子正儒・郭実）・翁憲祥・徐大相
123. 列伝第一百二十三 - 王汝訓・余懋学・張養蒙・孟一脈・何士晋（陸大受・張庭・李俸）・王徳完・蔣允儀・鄒維璉（呉羽文）
124. 列伝第一百二十四 - 李植（羊可立）・江東之・湯兆京・金士衡・王元翰・孫振基（子必顕）・丁元薦（于玉立）・李朴・夏嘉遇
125. 列伝第一百二十五 - 傅好礼・姜志礼・包見捷・田大益・馮応京（何棟如・王之翰・卞孔時）・呉宗堯・呉宝秀・華鈺（王正志）
126. 列伝第一百二十六 - 李成梁（子如松・如柏・如楨・如樟・如梅）・麻貴（兄錦）
127. 列伝第一百二十七 - 張臣（子承廕・孫応昌・全昌・徳昌）・董一元（王保）・杜桐（弟松・子文煥・孫弘域）・蕭如薫・達雲（尤継先）・官秉忠・柴国柱・李懐信
128. 列伝第一百二十八 - 葉向高・劉一燝（兄一焜・一煜）・韓爌・朱国祚（朱国禎）・何宗彦・孫如游（孫嘉績）
129. 列伝第一百二十九 - 周嘉謨・張問達（陸夢龍・傅梅）・汪応蛟・王紀（楊東明）・孫瑋・鍾羽正・陳道亨（子弘緒）
130. 列伝第一百三十 - 陳邦瞻・畢懋康（兄懋良）・蕭近高・白瑜・程紹・翟鳳翀（郭尚賓）・洪文衡（何喬遠）・陳伯友（李成名）・董応挙・林材・朱吾弼（林秉漢）・張光前
131. 列伝第一百三十一 - 趙南星・鄒元標・孫慎行（盛以弘）・高攀龍・馮従吾
132. 列伝第一百三十二 - 楊漣・左光斗（弟光先）・魏大中（子学洢・学濂）・周朝瑞・袁化中・顧大章（弟大韶）・王之寀
133. 列伝第一百三十三 - 周起元・繆昌期・周順昌（子茂蘭・朱祖文・顔佩韋等）・周宗建（蔣英）・黄尊素・李応昇・万燝（丁乾学・劉鐸・呉懐賢等）
134. 列伝第一百三十四 - 満朝薦・江秉謙・侯震暘（倪思輝・朱欽相・王心一）・王允成（李希孔・毛士龍）
135. 列伝第一百三十五 - 劉綎（喬一琦）・李応祥（童元鎮）・陳璘（呉広）・鄧子龍・馬孔英
136. 列伝第一百三十六 - 梅之煥・劉策（徐縉芳・陳一元）・李若星・耿如杞（胡士容）・顔継祖（王応豸等）・李継貞・方震孺・徐従治（孔有徳・謝璉・余大成・孫元化）
137. 列伝第一百三十七 - 朱燮元（徐如珂・劉可訓・胡平表・盧安世・林兆鼎）・李橒（史永安・劉錫元）・王三善（岳具仰等・朱家民）・蔡復一（沈儆炌・袁善・周鴻図・段伯炌・胡従儀）
138. 列伝第一百三十八 - 孫承宗（子鉁等）
139. 列伝第一百三十九 - 李標（李国 ・周道登）・劉鴻訓・銭龍錫（銭士升・士晋）・成基命・何如寵（兄如申・銭象坤）・徐光啓（鄭以偉・林釬）・文震孟（周炳謨）・蔣徳璟（黄景昉）・方岳貢（邱瑜・瑜子之陶）
140. 列伝第一百四十 - 楊嗣昌・呉甡
141. 列伝第一百四十一 - 王応熊（何吾騶）・張至発（孔貞運・黄士俊・劉宇亮）・薛国観（袁愷）・程国祥（蔡国用・范復粋・方逢年・張四知等）・陳演・魏藻徳（李建泰）
142. 列伝第一百四十二 - 喬允升（易応昌等）・曹于汴・孫居相（弟鼎相）・曹珖・陳于廷・鄭三俊・李日宣・張瑋（金光辰）
143. 列伝第一百四十三 - 劉宗周（祝淵・王毓蓍）・黄道周（葉廷秀）
144. 列伝第一百四十四 - 崔景栄・黄克纘・畢自厳・李長庚（王志道）・劉之鳳
145. 列伝第一百四十五 - 張鶴鳴（弟鶴騰）・董漢儒（汪泗論）・趙彦・王洽（王在晋・高第）・梁廷棟・熊明遇・張鳳翼・陳新甲・馮元飆（兄元颺）
146. 列伝第一百四十六 - 許誉卿・華允誠・魏呈潤（胡良機・李曰輔・趙東曦）・毛羽健（黄宗昌・韓一良）・呉執御（呉彦芳・王績燦）・章正宸・黄紹杰（李世祺）・傅朝佑（荘鼇献・李汝璨）・姜埰（弟垓）・熊開元（方士亮）・詹爾選・湯開遠・成勇・陳龍正
147. 列伝第一百四十七 - 楊鎬（李維翰・周永春）・袁応泰（薛国用）・熊廷弼（王化貞）・袁崇煥（毛文龍）・趙光抃（范志完）
148. 列伝第一百四十八 - 楊鶴（従弟鶚）・陳奇瑜（元黙）・熊文燦（洪雲蒸）・練国事・丁啓睿（従父魁楚）・鄭崇倹（方孔炤・楊一鵬）・邵捷春・余応桂・高斗枢・張任学
149. 列伝第一百四十九 - 盧象昇（弟象晋・象観・従弟象同）・劉之綸・丘民仰（丘禾嘉）
150. 列伝第一百五十 - 傅宗龍・汪喬年（張国欽等）・楊文岳（傅汝為等）・孫伝庭
151. 列伝第一百五十一 - 宋一鶴（沈寿崇・蕭漢）・馮師孔（黄炯等）・林日瑞（郭天吉等）・蔡懋徳（趙建極等）・衛景瑗（朱家仕等）・朱之馮（朱敏泰等）・陳士奇（陳纁等）・龍文光（劉佳引）・劉之勃（劉鎮藩）
152. 列伝第一百五十二 - 賀逢聖（傅冠・尹如翁）・南居益（族父企仲・族弟居業）・周士朴・呂維祺（弟維祰）・王家禎・焦源溥（兄源清）・李夢辰・宋師襄・麻僖・王道純・田時震（朱崇徳・崇徳子国棟）
153. 列伝第一百五十三 - 范景文・倪元璐・李邦華・王家彦・孟兆祥（子章明）・施邦曜・凌義渠
154. 列伝第一百五十四 - 馬世奇・呉麟徴・周鳳翔・劉理順・汪偉・呉甘来・王章・陳良謨・陳純徳・申佳胤・成徳・許直・金鉉
155. 列伝第一百五十五 - 馬従聘（耿蔭楼）・張伯鯨・宋玫（族叔応亨・陳顕際・趙士驥等）・范淑泰・高名衡（王漢）・徐汧（楊廷枢）・鹿善継（薛一鶚）
156. 列伝第一百五十六 - 曹文詔（弟文耀）・周遇吉・黄得功
157. 列伝第一百五十七 - 艾万年・李卑・湯九州（楊正芳・楊世恩）・陳于王（程龍等）・侯良柱（子天錫）・張令（汪之鳳）・猛如虎（劉光祚等）・虎大威・孫応元・姜名武（王来聘等・鄧祖禹）・尤世威（王世欽等）・侯世禄（子拱極）・劉国能（李万慶）
158. 列伝第一百五十八 - 馬世龍（楊肇基）・賀虎臣（子讃・誠）・沈有容・張可大（弟可仕）・魯欽（子宗文）・秦良玉・龍在田
159. 列伝第一百五十九 - 賀世賢（尤世功）・童仲揆（陳策・周敦吉等・張神武等）・羅一貫（劉渠・祁秉忠）・満桂（孫祖寿）・趙率教（朱国彦）・官惟賢（張奇化）・何可綱・黄龍（李惟鸞）・金日観（楚継功等）
160. 列伝第一百六十 - 金国鳳（楊振・楊国柱）・曹変蛟（朱文徳・李輔明）・劉肇基（乙邦才・馬応魁・荘子固）
161. 列伝第一百六十一 - 左良玉（鄧玘・賀人龍）・高傑（劉澤清）・祖寬
162. 列伝第一百六十二 - 史可法（任民育等・何剛等）・高弘図・姜曰広（周鑣・雷縯祚）
163. 列伝第一百六十三 - 張慎言（子履旋）・徐石麒・解学龍・高倬（黄端伯等）・左懋第・祁彪佳
164. 列伝第一百六十四 - 朱大典（王道焜等）・張国維・張肯堂（李向中・呉鍾巒・朱永佑等）・曾桜・朱継祚（湯芬等）・余煌（陳函輝）・王瑞栴・路振飛・何楷（林蘭友）・熊汝霖・銭粛楽（劉中藻・鄭遵謙）・沈宸荃（邑子履祥）
165. 列伝第一百六十五 - 袁継咸（張亮）・金声（江天一）・丘祖徳（温璜・呉応箕・尹民興等）・沈猶龍（李待問・章簡）・陳子龍（夏允彝・徐孚遠）・侯峒曾（閻応元等・朱集璜等）・楊文驄（孫臨等）・陳潜夫（陸培）・沈廷揚・林汝翥（林垐）・鄭為虹（黄大鵬・王士和・胡上琛・熊緯）
166. 列伝第一百六十六 - 楊廷麟（彭期生等）・万元吉（楊文薦・梁于涘）・郭維経（姚奇胤）・詹兆恒（胡夢泰・周定仍等）・陳泰来（曹志明）・王養正（夏万亨等）・曾亨応（弟和応・子筠）・掲重熙（傅鼎銓）・陳子壮（麦而炫・朱実蓮・霍子衡）・張家玉（陳象明等）・陳邦彦・蘇観生
167. 列伝第一百六十七 - 呂大器・文安之・樊一蘅（范文光・詹天顔）・呉炳（侯偉時）・王錫袞・堵胤錫・厳起恒・朱天麟（張孝起）・楊畏知・呉貞毓（高勣等）
168. 列伝第一百六十八 - 何騰蛟（章曠・傅作霖）・瞿式耜（汪皞等）
169. 列伝第一百六十九 循吏 - 陳灌・方克勤・呉履（廖欽等）・高斗南（子恂・余彦誠・康彦民・周栄）・史誠祖（呉祥・李信・房嵒・銭本忠）・謝子襄（黄信中・夏升）・貝秉彝（劉孟雍・朱珤・張準・呉春・石啓宗）・万観・葉宗人・王源・翟溥福・李信圭（孫浩・薛慎・呉原・陳哲・暢宣・劉伯吉・孔公朝・郭完・徐士宗・郭南・張璟）・張宗璉・李驥（王罃・徐鑑・許敬軒・鄭珞・王昇）・李湘・趙豫（趙登・岳璿・彭遠・劉永・戴浩・孫遇・袁旭）・曾泉・范衷・周済・范希正（劉綱）・段堅・陳鋼・丁積・田鐸・唐侃・湯紹恩・徐九思・龐嵩・張淳・陳幼学
170. 列伝第一百七十 儒林一 - 范祖幹・葉儀・何寿朋・汪与立・謝応芳・汪克寛・梁寅・趙汸・陳謨・薛瑄・閻禹錫・周蕙・薛敬之・李錦・王爵・胡居仁・余祐・蔡清・陳琛・林希元・王宣・易時中・趙逯・蔡烈・羅欽順・曹端・呉与弼・胡九韶・謝復・鄭伉・陳真晟・呂柟・呂潜・張節・郭郛・王之士・邵宝・王問・王鑑・楊廉・劉観・孫鼎・李中・馬理・魏校・王応電・李如玉・王敬臣・周瑛・潘府・崔銑・何瑭・唐伯元・黄淳耀・黄淵耀
171. 列伝第一百七十一 儒林二 - 陳献章（李承箕・張詡）・婁諒（夏尚樸）・賀欽・陳茂烈・湛若水（蔣信等）・鄒守益（子善等）・銭徳洪（徐愛等）・王畿（王艮等）・欧陽徳（族人瑜）・羅洪先（程文徳）・呉悌（子仁度）・何廷仁（劉邦采・魏良政等）・王時槐・許孚遠・尤時熙（張後覚等）・鄧以讃（張元忭）・孟化鯉（孟秋）・来知徳・鄧元錫（劉元卿・章潢）
172. 列伝第一百七十二 儒林三 - 孔希学（孔彦縄・顔希恵・曾質粋・孔聞礼・孟希文・仲于陛・周冕・程接道・程克仁・張文運・邵継祖・朱梴・朱墅）
173. 列伝第一百七十三 文苑一 - 楊維楨（陸居仁・銭惟善）・胡翰・蘇伯衡・王冕（郭奎・劉炳）・戴良（王逢・丁鶴年）・危素・張以寧（石光霽・秦裕伯）・趙壎（宋僖等）・徐一夔・趙撝謙（楽良等）・陶宗儀（顧徳輝等）・袁凱・高啓（楊基等）・王行（唐粛・宋克等）・孫蕡（王佐等）・王蒙（郭伝）
174. 列伝第一百七十四 文苑二 - 林鴻（鄭定等）・王紱（夏㫤）・沈度（弟粲・滕用亨等）・聶大年・劉溥（蘇平等）・張弼・張泰（陸釴・陸容）・程敏政・羅玘・儲巏・李夢陽（康海・王九思・王維楨）・何景明・徐禎卿（楊循吉・祝允明・唐寅・桑悦）・辺貢・顧璘（弟瑮・陳沂等）・鄭善夫（殷雲霄・方豪等）・陸深（王圻）・王廷陳・李濂
175. 列伝第一百七十五 文苑三 -
176. 列伝第一百七十六 文苑四 -
177. 列伝第一百七十七 忠義一 -
178. 列伝第一百七十八 忠義二 -
179. 列伝第一百七十九 忠義三 -
180. 列伝第一百八十 忠義四 -
181. 列伝第一百八十一 忠義五 -
182. 列伝第一百八十二 忠義六 -
183. 列伝第一百八十三 忠義七 -
184. 列伝第一百八十四 孝義一 -
185. 列伝第一百八十五 孝義二 - 王俊（劉準・楊敬）・石鼐（任鏜）・史五常・周敖・鄭韺（栄瑄・葉文栄）・傅檝・楊成章・謝用・何競・王原・黄璽・帰鉞（族子繡）・何麟・孫清（宋顕章・李豫）・劉憲（羅璋等）・容師偃（劉静・温鉞・兪孜（張震・孫文）・崔鑑・唐儼・丘緒・張鈞（張承相等）・王在復（王鍲等）・夏子孝・阿寄・趙重華（謝広）・王世名・李文詠（王応元等）・孔金（子良）・楊通照（弟通杰・浦邵等）・張清雅（白精忠等）
186. 列伝第一百八十六 隠逸
187. 列伝第一百八十七 方伎
188. 列伝第一百八十八 外戚 - 陳公・馬公・呂本・馬全・張麒・胡栄・孫忠・呉安・銭貴・汪泉・杭昱・周能・王鎮・万貴・邵喜・張巒・夏儒・陳万言・方鋭・陳景行・李偉・王偉・鄭承憲・王昇・劉文炳・劉文燿・張国紀・周奎
189. 列伝第一百八十九 列女一
190. 列伝第一百九十 列女二 - 欧陽氏（徐氏・馮氏）・方氏（葉氏）・潘氏・楊氏・張烈婦（蔡氏・鄭氏）・王烈婦（許烈婦）・呉氏・沈氏六節婦・黄氏（張氏）・張氏（葉氏・范氏）・劉氏二女・孫烈女（蔡烈女）・陳諫妻李氏・胡氏・戴氏（胡氏）・許元忱妻胡氏・郃陽李氏・呉節婦（楊氏）・徐亜長・蔣烈婦・楊玉英（張蝉雲）・倪氏・彭氏（劉氏）・劉氏二孝女・黄氏・邵氏婢・楊貞婦（倪氏）・楊氏・丁氏・尤氏・李氏・孫氏・方孝女（解孝女）・李氏・項貞女・寿昌李氏・玉亭県君・馬氏・王氏・劉氏（楊氏）・譚氏（張氏）・李烈婦（黄烈婦）・須烈婦・陳節婦（馬氏）・謝烈婦・張氏（王氏・戚家婦）・金氏（楊氏）・王氏・李孝婦（洪氏・倪氏）・劉氏
191. 列伝第一百九十一 列女三 - 徐貞女・劉氏・余氏・虞鳳娘・林貞女・王貞女・倪美玉・劉烈女・上海某氏・谷氏・白氏・高烈婦・于氏（臺氏）・胡氏・王氏・劉孝女・崔氏・高陵李氏・烈婦柴氏・周氏（王氏）・荊媧・宋氏・李氏陳氏・蘄水李氏（婢阿来）・萬氏（王氏五烈婦・明倫堂女）・陳氏・鶏澤二李氏・姜氏・六安女・石氏女（謝氏）・荘氏・馮氏・唐烈妻陳氏（劉氏）・唐氏（顔氏）・盧氏・于氏（蕭氏・楊氏）・仲氏女・何氏・趙氏・倪氏（王氏・韓氏）・邵氏（李氏）・江氏・楊氏・張氏・石氏（王氏等）・郭氏・姚氏・朱氏（徐氏女）・定州李氏・胡敬妻姚氏・熊氏・丘氏（乾氏・黄氏）・洗馬畈婦・向氏・雷氏・商州邵氏・呂氏・曲周邵氏・王氏・呉之瑞妻張氏・韓鼎允妻劉氏・江都程氏六烈・江都張氏（蘭氏等）・張秉純妻劉氏・陶氏・田氏・和州王氏・方氏・陸氏（子道弘妻）・于氏・項淑美（王氏）・甬上四烈婦・夏氏
192. 列伝第一百九十二 宦官一 - 鄭和・侯顕・金英・興安・范弘・王振・曹吉祥・劉永誠・懐恩・覃吉・汪直・梁芳・銭能・何鼎・鄧原・李広・蔣琮・劉瑾・張永・谷大用・魏彬
193. 列伝第一百九十三 宦官二 - 李芳・馮保・張鯨・陳增（陳奉・高淮）・梁永（楊栄）・陳矩・王安・魏忠賢・王体乾（李永貞等）・崔文昇・張彝憲・高起潜・王承恩・方正化
194. 列伝第一百九十四 閹党
195. 列伝第一百九十五 佞倖
196. 列伝第一百九十六 奸臣 - 胡惟庸・陳寧・周延儒・温体仁・馬士英・阮大鋮
197. 列伝第一百九十七 流賊 - 李自成・張献忠
198. 列伝第一百九十八 土司
199. 列伝第一百九十九 四川土司一
200. 列伝第二百 四川土司二 - 播州宣慰司・永寧宣撫司・酉陽宣撫司・石砫宣撫司
201. 列伝第二百一 雲南土司一
202. 列伝第二百二 雲南土司二 - 姚安・鶴慶・武定・尋甸・麗江・元江・永昌・新化・威遠・北勝・湾甸・鎮康・大侯・瀾滄衛・麓川
203. 列伝第二百三 雲南土司三 - 緬甸（二宣慰司）・干崖（宣撫）・潞江・南甸（二宣撫司）・芒市・者楽甸・茶山・孟璉（猛臉）・里麻・鈕兀・東倘・瓦甸・促瓦・散金・木邦（孟密安撫司附）・孟養・車里・老撾・八百（二宣慰司）
204. 列伝第二百四 貴州土司
205. 列伝第二百五 広西土司一
206. 列伝第二百六 広西土司二 - 太平・思明・思恩・鎮安・田州・恩城・上隆・都康
207. 列伝第二百七 広西土司三 - 泗城・利州・龍州・帰順・向武・奉議・江州・思陵
208. 列伝第二百八 外国一 - 朝鮮
209. 列伝第二百九 外国二 - 安南
210. 列伝第二百十 外国三 - 日本
211. 列伝第二百十一 外国四 - 琉球・呂宋・合猫里・美洛居・沙瑤・吶嗶嘽・鶏籠・婆羅・麻葉甕・古麻剌朗・馮嘉施蘭・文郎馬神
212. 列伝第二百十二 外国五 - 占城（賓童龍）・真臘・暹羅・爪哇（闍婆・蘇吉丹・碟里・日羅夏治）・三仏斉
213. 列伝第二百十三 外国六 - 浡泥・満剌加・蘇門答剌・須文達那・蘇禄・西洋瑣里・瑣里・覧邦・淡巴・百花・彭亨・那孤児・黎伐・南渤利・阿魯・柔仏・丁機宜・巴喇西・仏郎機・和蘭
214. 列伝第二百十四 外国七 - 古里・柯枝・小葛蘭・大葛蘭・錫蘭山・榜葛剌・沼納朴児・祖法児・木骨都束・不剌哇・竹歩・阿丹・剌撒・麻林・忽魯謨斯・溜山（比剌・孫剌）・南巫里・加異勒・甘巴里・急蘭丹・沙里湾泥・底里・千里達・失剌比・古里班卒・剌泥（夏剌比・奇剌泥・窟察泥・捨剌斉・彭加那・八可意・烏沙剌惕・坎巴・阿哇・打回）・白葛達（黒葛達）・拂菻・意大里亜
215. 列伝第二百十五 外国八 - 韃靼
216. 列伝第二百十六 外国九 - 瓦剌・朶顔（福余・泰寧）
217. 列伝第二百十七 西域一 - 哈密衛・柳城・火州・土魯番
218. 列伝第二百十八 西域二 - 西番諸衛（西寧河州洮州岷州等番族諸衛）・安定衛・阿端衛・曲先衛・赤斤蒙古衛・沙州衛・罕東衛・罕東左衛・哈梅里
219. 列伝第二百十九 西域三 - 烏斯蔵大宝法王・大乗法王・大慈法王・闡化王・賛善王・護教王・闡教王・輔教王・西天阿難功徳国・西天尼八剌国・朶甘烏斯蔵行都指揮使司・長河西魚通寧遠宣慰司・董卜韓胡宣慰司
220. 列伝第二百二十 西域四 - 撒馬児罕・沙鹿海牙・達失干・賽藍・養夷・渇石・迭里迷・卜花児・別失八里・哈烈・俺都淮・八答里商・于闐・失剌思・俺的干・哈実哈児・亦思弗罕・火剌札・乞力麻児・白松虎児・答児密・納失者罕・敏真・日落・米昔児・黒婁・討来思・阿速・沙哈魯・天方・黙徳那・坤城哈三等二十九部・魯迷

## 日本語の訳注
- 和田清編『明史食貨志訳注』東洋文庫、1957年
- 萩原淳平、羽田明、青木富太郎訳注『騎馬民族史３ 正史北狄伝』（東洋文庫228）平凡社、1973年（韃靼伝、瓦剌伝、兀良哈伝の現代文訳）
- 石原道博著『訳注中国正史日本伝』国書刊行会、1975年（日本伝の現代文訳のみ）
- 星斌夫訳注『大運河発展史』（東洋文庫410）平凡社、1982年（食貨志・漕運、河渠志・海運、いずれも現代文訳のみ）
- 藤堂明保監修『中国の古典17　倭国伝』学習研究社、1985年 ISBN 4050037254（訓読文、現代文訳、別冊に原文）
- 野口鐵郎編訳『訳注明史刑法志』風響社、2001年 ISBN 4894890070（原文、現代文訳）
- 梅原郁編『訳注中国近世刑法志　下冊』創文社、2003年 ISBN 4423740826（原文、現代文訳）
- 川越泰博著『明史』（中国古典新書続編28）明徳出版社、2004年 ISBN 489619828X（太祖本紀から世祖本紀の間から抜粋、原文、訓読文、現代文訳）
- 井上進、酒井恵子訳注『明史選挙志 : 明代の学校・科挙・任官制度』1・2（東洋文庫839, 899）平凡社、2013-2019年 ISBN 9784582808391 , ISBN 9784582808995（原文、現代文訳）